# 젖힘
젖힘은 상대가 붙임으로 붙여올 때, 붙여온 돌을 감는 모양으로 막는 것이다. 붙여온 돌의 발전을 저지하는 적극적인 대응 수단이다.